# Nysaios von Syrakus
Nysaios (altgriechisch Νυσαῖος Nysaíos; * um 385 v. Chr.; † frühestens 346 v. Chr.) war von 351 bis 346 v. Chr. als Tyrann Herrscher von Syrakus.

## Herkunft und Familie
Nysaios war ein Sohn Dionysios’ I., des Begründers der „jüngeren Tyrannis“ in Syrakus. Er stammte aus dessen Ehe mit der Adligen Aristomache. Nysaios hatte einen älteren Bruder, Hipparinos, und zwei ältere Schwestern, Sophrosyne und Arete. Aus einer anderen Ehe mit der Adligen Doris aus Lokroi hatte Dionysios I. ebenfalls Kinder. Unter diesen war Dionysios II., der älteste Sohn des Tyrannen; er heiratete Sophrosyne und wurde so zum Schwager seiner Halbbrüder Hipparinos und Nysaios.
Nysaios’ Onkel Dion war als Bruder der Aristomache ein Schwager von Dionysios I. und ein Vertrauter dieses Tyrannen; als Ehemann seiner eigenen Nichte Arete war er zugleich Schwiegersohn Dionysios’ I.

## Leben

Süditalien zur Zeit des Nysaios

Als Dionysios I. tödlich erkrankte, setzte sich Dion für eine Nachfolgeregelung ein, die seine Neffen Hipparinos und Nysaios an der Macht beteiligt hätte. Diese Bemühungen blieben jedoch erfolglos; nach dem Tod Dionysios’ I. im Jahre 367 v. Chr. trat Dionysios II. als Alleinherrscher die Nachfolge an. Im folgenden Jahr wurde Dion verbannt und fuhr nach Griechenland ins Exil.
357 v. Chr. gelang es Dion, der mit einem Söldnerheer zurückgekehrt war, Dionysios II. zu stürzen und aus Syrakus zu vertreiben. Auf die kurze Herrschaft Dions, der bereits 354 v. Chr. ermordet wurde, folgte eine unruhige Periode voller Kämpfe und Herrschaftswechsel, wobei nach der Entmachtung des Tyrannengeschlechts wieder die alte demokratische Staatsordnung mit der Volksversammlung als oberster Instanz in Kraft trat. Die Verwandten und früheren Anhänger Dions scharten sich um dessen Neffen Hipparinos; sie sammelten sich in Leontinoi. Im Jahre 353 v. Chr. gelang es Hipparinos, mit einem Überraschungsangriff Syrakus einzunehmen und so die Tyrannenherrschaft der Dynastie Dionysios’ I. wiederherzustellen. Hipparinos ergriff nun selbst die Macht und überging die Ansprüche seines Halbbruders und Schwagers Dionysios II., der sich nach Lokroi zurückgezogen hatte und dort als Tyrann herrschte. Die Herrschaft des Hipparinos dauerte zwei Jahre. Nach seinem Tod – er soll ermordet worden sein – trat 351 v. Chr. Nysaios seine Nachfolge an. Er wird als schwacher Herrscher geschildert und soll zum Alkoholmissbrauch geneigt haben.
Dionysios II. hatte seinen Anspruch auf Herrschaft über das syrakusanische Reich keineswegs aufgegeben, sondern versuchte von Lokroi aus einen Rest seines früheren Herrschaftsgebiets – einige Städte in Unteritalien und auf Sizilien – zu halten. Im Jahre 346 v. Chr. konnte er mit einer Söldnerstreitmacht Syrakus einnehmen und der Herrschaft des Nysaios ein Ende setzen. Dabei spielte Verrat eine Rolle; Dionysios hatte also Helfer in der Stadt. Ob Nysaios bei seinem Sturz ums Leben kam, ist unbekannt.